# The Delfonics
The Delfonics waren eine US-amerikanische Soulband der späten 1960er und frühen 1970er Jahre. Sie gelten als wichtige Vertreter des Phillysound.

## Mitglieder
alle: Gesang
- William Hart (* 17. Januar 1945; † 14. Juli 2022)
- Wilbert Hart (* 19. Oktober 1947)
- Randy Cain (* 2. Mai 1946; † 9. April 2009), bis 1971
- Major Harris (* 9. Februar 1947; † 9. November 2012), ab 1971

## Bandgeschichte
Die Brüder William und Wilbert Hart gründeten zusammen mit Randy Cain Anfang der 1960er The Delfonics in der High School. In ihrer Heimatstadt Philadelphia wurden sie schnell zu einem Begriff der lokalen Musikszene. Ihren landesweiten Durchbruch schafften The Delfonics 1968 mit der Veröffentlichung der Single La-La (Means I Love You), die als erste Aufnahme für die Sigma Sound Studios in Philadelphia gilt.
Der Stil der Delfonics war sanfter als traditionelle Soulmusik. Sie war stark von Phil Spectors Wall of Sound-Produktionen beeinflusst. Die Band war produktiv und schuf zahlreiche Soulklassiker; neben Didn’t I (Blow Your Mind This Time), Ready Or Not Here I Come (Can’t Hide from Love) auch La-La (Means I Love You), von dem Prince auf seinem Album Emancipation im Jahr 1996 eine Coverversion veröffentlichte.
1971 verließ Cain die Gruppe und wurde durch Major Harris ersetzt. Mitte der 1970er Jahre ließ der kommerzielle Erfolg von The Delfonics nach, und im Jahr 1975 löste sich die Band auf. Major Harris hatte daraufhin Erfolg als Solist: Love Won’t Let Me Wait erreichte 1975 Platz eins der R&B- und Platz fünf der Pop-Charts.
Die Musik der Delfonics erlebte Mitte der 1990er Jahre eine kleine Renaissance, als der US-amerikanische Regisseur Quentin Tarantino in seinem Film Jackie Brown die zwei Songs La-La (Means I Love You) und Didn’t I (Blow Your Mind This Time) in einer zentralen Szene sowie Across 110th Street von Bobby Womack als musikalisches Leitmotiv des Films benutzte. 1999 erschien die CD Forever New.
Major Harris starb 2012, William Hart 2022.

## Diskografie

### Alben
| Jahr | Titel                    | Höchstplatzierung, Gesamtwochen, AuszeichnungChartplatzierungen (Jahr, Titel, Platzierungen, Wochen, Auszeichnungen, Anmerkungen) | Höchstplatzierung, Gesamtwochen, AuszeichnungChartplatzierungen (Jahr, Titel, Platzierungen, Wochen, Auszeichnungen, Anmerkungen) | Höchstplatzierung, Gesamtwochen, AuszeichnungChartplatzierungen (Jahr, Titel, Platzierungen, Wochen, Auszeichnungen, Anmerkungen) | Anmerkungen |
| Jahr | Titel                    | UK | US | R&B | Anmerkungen |
| ---- | ------------------------ | --- | --- | --- | ----------- |
| 1968 | La-La (Means I Love You) | — | US100 (6 Wo.)US | — |             |
| 1969 | Sound of Sexy Soul       | — | US155 (6 Wo.)US | — |             |
| 1970 | The Delfonics            | — | US61 (18 Wo.)US | — |             |
| 1970 | The Delfonics Super Hits | — | US111 (18 Wo.)US | — |             |
| 1972 | Tell Me This Is A Dream  | — | US123 (11 Wo.)US | — |             |

### Singles
| Jahr | Titel Album                                                        | Höchstplatzierung, Gesamtwochen, AuszeichnungChartplatzierungen (Jahr, Titel, Album, Platzierungen, Wochen, Auszeichnungen, Anmerkungen) | Höchstplatzierung, Gesamtwochen, AuszeichnungChartplatzierungen (Jahr, Titel, Album, Platzierungen, Wochen, Auszeichnungen, Anmerkungen) | Höchstplatzierung, Gesamtwochen, AuszeichnungChartplatzierungen (Jahr, Titel, Album, Platzierungen, Wochen, Auszeichnungen, Anmerkungen) | Anmerkungen                                       |
| Jahr | Titel Album                                                        | UK | US | R&B | Anmerkungen                                       |
| ---- | ------------------------------------------------------------------ | --- | --- | --- | ------------------------------------------------- |
| 1968 | La-La (Means I Love You)                                           | UK19 (10 Wo.)UK | US4 (15 Wo.)US | R&B2 (15 Wo.)R&B | Im Vereinigten Königreich erst 1971 in den Charts |
| 1968 | I’m Sorry La-La (Means I Love You)                                 | — | US42 (9 Wo.)US | — |                                                   |
| 1968 | He Don’t Really Love You –                                         | — | US92 (4 Wo.)US | — |                                                   |
| 1968 | Break Your Promise La-La (Means I Love You)                        | — | US35 (10 Wo.)US | R&B12 (10 Wo.)R&B |                                                   |
| 1968 | Ready Or Not Here I Come (Can’t Hide from Love) Sound of Sexy Soul | UK41 (4 Wo.)UK | US35 (9 Wo.)US | R&B14 (7 Wo.)R&B | Im Vereinigten Königreich erst 1971 in den Charts |
| 1969 | Somebody Loves You Sound of Sexy Soul                              | — | US72 (3 Wo.)US | — |                                                   |
| 1969 | Funny Feeling The Delfonics                                        | — | US94 (2 Wo.)US | — |                                                   |
| 1969 | You Got Yours and I’ll Get Mine –                                  | — | US40 (10 Wo.)US | R&B6 (11 Wo.)R&B |                                                   |
| 1970 | Didn’t I (Blow Your Mind This Time) The Delfonics                  | UK22 (9 Wo.)UK | US10 Gold · (14 Wo.)US | R&B3 (14 Wo.)R&B | Im Vereinigten Königreich erst 1971 in den Charts |
| 1970 | Trying To Make A Fool Of Me The Delfonics                          | — | US40 (9 Wo.)US | R&B8 (9 Wo.)R&B |                                                   |
| 1970 | When You Get Right Down to It The Delfonics                        | — | US53 (8 Wo.)US | R&B12 (8 Wo.)R&B |                                                   |
| 1971 | Over And Over/Hey! Love The Delfonics                              | — | US52 (7 Wo.)US | R&B9 (6 Wo.)R&B |                                                   |
| 1971 | Walk Right Up to the Sun Tell Me This Is a Dream                   | — | US81 (6 Wo.)US | R&B13 (8 Wo.)R&B |                                                   |
| 1972 | Tell Me This Is a Dream                                            | — | US86 (3 Wo.)US | R&B15 (11 Wo.)R&B |                                                   |
| 1973 | I Don’t Want to Make You Wait Alive & Kicking                      | — | US91 (4 Wo.)US | R&B15 (11 Wo.)R&B |                                                   |